# Le Petit Héros
Le Petit Héros (Маленький герой) est une nouvelle de l'écrivain russe Fiodor Dostoïevski parue en 1857 dans la revue russe Les Annales de la Patrie. Cette nouvelle aurait été écrite en prison.

## Résumé
Le narrateur raconte comment, à l’âge de onze ans, il avait été envoyé chez un parent passer le mois de juillet. Ce dernier, fort riche, recevait en permanence des dizaines de personnes dans une ambiance festive. Il décrit comment il est devenu le souffre-douleur d’une jeune femme blonde à qui rien ne résiste. Il détaille son physique, ses habitudes, ses relations.
Puis il s’attarde sur une autre femme, Mme Nathalie M… , amie de la précédente, jolie, brune, mais triste. Il ressent pour elle son premier émoi amoureux. Il l’observe, la surprend en train de pleurer : elle n’est visiblement pas heureuse en ménage. Son mari est là, mais ne lui prête peu attention. Trop jeune pour tout comprendre, le narrateur ressent les choses sans se les expliquer.
Un matin, il étonne les invités en montant par défi un étalon dont tout le monde a peur. Dès lors, la dame blonde devient son amie. 
Le lendemain, il est le témoin d’un adieu déchirant entre Nathalie M… et un Monsieur. Ce dernier remet une lettre qu’elle perd aussitôt. Notre petit héros la trouve et la rend fort galamment dans un bouquet à Mme M… qui était bouleversée à l’idée de l’avoir perdue. Pour le remercier, elle déposera un baiser sur ses lèvres : il est ivre de bonheur.

## Éditions françaises
- Un petit héros, traduit par Gustave Aucouturier, Paris, Éditions Gallimard, Bibliothèque de la Pléiade no 211, 1969 [Réédition 2006].  (ISBN 978-2-07-010179-5) (OCLC 718155573)
- Le Petit Héros, traduit par André Markowicz, Arles, Ed. Actes Sud, Collection Babel, 2000  (ISBN 2-7427-2768-X)